# Бёрроуз, Энди
Эндрю Уильям Бёрроуз (англ. Andrew William Burrows, 30 июня 1979, Уинчестер, Англия) — британский музыкант. В 2004—2009 гг. — барабанщик группы Razorlight.

## Биография
Присоединился к группе Razorlight в мае 2004 года, когда в результате прослушивания заменил предыдущего барабанщика, покинувшего группу. С ним группа записала три альбома: Up All Night; Razorlight и Slipway Fires. 5 марта 2009 года Andy Burrows покинул Razorlight. 11 дней спустя он подписал контракт с Universal Records на выпуск сольного альбома.

## Дискография

### Сольные альбомы
- The Colour of my Dreams

### Синглы
- Light The Night / Hometown (2012)[1] (песни из мультфильма «Снеговик и Снежный пёс»)